# Mulheres no Congresso Brasileiro
O Congresso Nacional Brasileiro possui um sistema bicameral, com a Câmara dos Deputados e o Senado Federal . As mulheres estão extremamente sub-representadas em ambas as partes do Congresso. Entre 1983 e 2015, as mulheres representavam, em média, apenas 7,2% das cadeiras no Senado e 6,2% das cadeiras na Câmara dos Deputados, enquanto a maioria das cadeiras no Senado e na Câmara dos Deputados eram ocupados por políticos do sexo masculino.
No processo eleitoral brasileiro, as cotas de gênero, estados, partidos e blocos estão todos ligados à representação das mulheres. O mesmo vale para a Câmara dos Deputados e as cotas de gênero específicas a ela.

## Senado

### Funcionamento do Senado Brasileiro
Cada estado brasileiro tem três senadores. São 26 estados e 1 Distrito Federal, portanto 81 senadores no Senado. Os senadores são eleitos a cada oito anos, mas o Senado é renovado a cada quatro anos. A forma como esse processo funciona é renovando um terço dos senadores e depois dois terços. Isso significa que 27 membros são eleitos a cada oito anos e quatro anos depois são eleitos 54 senadores para o mesmo período. As eleições são feitas de forma majoritária, e os estados elegem um ou dois senadores a cada quatro anos. A ideia de eleger apenas três membros por estado é representar o estado em si, e não a população. Isso dá a todos os estados a mesma importância. Em cada estado, geralmente há um máximo de 20 candidatos concorrendo a cada vez, mas esse número pode variar dependendo se os eleitores estão elegendo um ou dois senadores. Quando dois senadores estão sendo eleitos, os eleitores também podem votar em dois candidatos de sua preferência.

### Cotas de gênero e representação feminina

Senado brasileiro em 2021

As cotas de gênero têm um grande impacto na representação feminina no governo. Alguns países utilizam listas fechadas pré-estabelecidas, representação proporcional ou mesmo cotas de gênero. No entanto, o Senado Brasileiro não adota nenhuma dessas medidas. O sistema eleitoral é majoritário, ou seja, os candidatos concorrem por seus partidos, mas independentemente uns dos outros. Quanto às cotas de gênero, a Constituição exige um número mínimo de mulheres para concorrer nas eleições do Senado, mas não há em vigor uma cota de candidatas que devem efetivamente ocupar as cadeiras. Para os partidos que não cumprem a cota de candidatas às eleições, não há sanções legais, o que diminui as chances de mulheres serem eleitas. As mulheres sempre estiveram sub-representadas na política ao longo da história brasileira, com a primeira senadora sendo eleita apenas em 1979, na 46ª legislação. A representação feminina no Senado brasileiro nunca passou de 20%, o que significa que não mais de 13 mulheres estiveram no poder ao mesmo tempo. Visto que são 81 senadoras que representam todos os estados e seus interesses, teoricamente deveria haver mais senadoras.

### Estados, partidos e bancadas
Alguns estados e partidos são mais propensos do que outros a lançarem a candidatura de mulheres para senadoras e deputadas e as elegerem. No mandato atual, Mato Grosso do Sul e Paraíba têm 2 mulheres entre os seus 3 senadores, enquanto outros estados como Rio de Janeiro e Santa Catarina não têm representação feminina. Isso varia consideravelmente a cada nova eleição, pois depende de muitos fatores, como a disposição do eleitor em relação às mulheres e os próprios candidatos em disputa. O Senado é muito fragmentado, com 16 partidos no total. A maior representação partidária no Senado é do Movimento Democrático Brasileiro (MDB) e do Partido Social Democrata (PSD), com 15 e 12 senadores respectivamente. Enquanto quatro senadores do MDB são mulheres, nenhuma mulher foi eleita pelo PSD. Mesmo aqueles que compõem a maior parte das cadeiras não têm representação párea. Partidos como o Progressista (PP), atualmente ocupam sete cadeiras no Senado, e quatro dessas cadeiras são femininas, enquanto partidos como o PODEMOS não têm representação feminina, mesmo tendo elegido 9 senadores. Diferentemente dos demais, o Partido dos Trabalhadores (PT) é o único que possui cota voluntária de gênero, com paridade de gênero em cargos específicos. Isso demonstra que a participação das mulheres nos partidos varia e nem sempre acompanha o tamanho da representação partidária. Outra parte do Senado são os blocos parlamentares e as bancadas, formados para aprovar leis e políticas em comum. Atualmente são 12 blocos, que variam desde a Liderança da Maioria até o Bloco Parlamentar Unido pelo Brasil. As mulheres ocupam cargos de liderança em quatro desses blocos, sendo um deles o Grupo Parlamentar Feminino ou bancada feminina. Este grupo foi criado e aprovado em Plenário no início de 2021 e defende os direitos das mulheres em todas as esferas. Segundo a dirigente, Simone Tebet, do MDB, também leva em conta a família, os filhos, a terceira idade e assim por diante.

## Câmara dos Deputados

### Funcionamento da Câmara dos Deputados
Há 513 deputados no poder. Os deputados são eleitos por representação proporcional . Isso é feito através da divisão de todos os votos pelo número de cadeiras disponíveis. O resultado é o quociente eleitoral. É importante notar que a parcela de votos de cada partido vem de sua quantidade de candidatos. Os votos para um partido específico são divididos pelo quociente eleitoral, e o quociente partidário é estabelecido. Esses cálculos são chamados de cota de Hare ou cota simples.
Os deputados são todos eleitos ao mesmo tempo. Uma lista aberta é usada para os eleitores elegerem deputados, que significa que os cidadãos votam diretamente no candidato que desejam eleger. Assim, se um partido recebeu 3 cadeiras, calculadas via cota de Hare, vencem os 3 candidatos mais votados. Para que o candidato possa ser eleito, ele deve atingir pelo menos 10% do quociente eleitoral. A duração do mandato é de quatro anos, podendo estendido por um número ilimitado de mandatos.
Os deputados federais representam a população de cada estado, portanto seus números variam. São Paulo, que tem uma grande população, elegeu 70 deputados. Já estados como Acre, Mato Grosso do Sul e Rio Grande do Norte têm 8 deputados cada. Isso permite que estados maiores tenham uma representação maior, enquanto os menores tenham uma representação proporcionalmente menor.

Câmara dos Deputados do Brasil em 2021

### Cotas de gênero e representação feminina
As cotas de gênero em vigor na Câmara dos Deputados são semelhantes às do Senado. As cotas legisladas garantem que as listas de candidatos de cada partido contenham no mínimo 30% e no máximo 70% de candidatos de cada sexo. Uma medida como essa garante que haja pelo menos algumas mulheres na disputa. Não há vagas reservadas por gênero, portanto, todas as vagas podem ser ocupadas por candidatos de qualquer sexo. A sanção legal para qualquer partido que não cumpra a cota obrigatória é que o sexo que está sendo superrepresentado seja um pouco menos representado, e isso é feito através da remoção desses candidatos. Em teoria, este é um sistema que deveria ajudar a sub-representação das mulheres, mas muitas coisas, na realidade, o impedem de atingir seu objetivo. Tais sanções só são aplicadas quando o partido ultrapassa o limite de pessoas que se pode ter em sua lista. Atualmente esse máximo é de 150% do total de vagas disponíveis em cada estado. Isso indica que os partidos simplesmente não conseguem seguir a regra de cota de gênero e, portanto, não serão pegos se suas listas forem menores que 150% do total de cadeiras disponíveis.
As mulheres ainda estão sub-representadas, com apenas 15% do total da Câmara dos Deputados sendo do sexo feminino. Isso significa que das 513 vagas disponíveis, as mulheres ocupam apenas 78 delas. Para aprovar qualquer novo projeto de lei, medida provisória e emenda na Constituição é preciso que haja pelo menos metade da aprovação das cadeiras. As emendas constitucionais requerem ainda mais: 3/5 dos votos de aprovação. Com os números atuais, isso se traduz em 257 votos, tratando-se de maioria simples, e 308 votos, tratando-se de 3/5 dos votos totais. As mulheres, portanto, não são nem mesmo capazes de constituir metade da maioria simples. Elas podem ser vistos como ferramentas de voto, pois sozinhas não podem aprovar nenhum tipo de política que gostariam.
Na Câmara dos Deputados existem 25 comissões permanentes e dezenas de outras comissões temporárias, cada uma delas tratando de um conjunto específico de temas. As comissões permanentes que impactam diretamente as mulheres são as de: direitos das mulheres, direitos humanos e das minorias, educação e seguridade social e família. Das 25 comissões, seis têm mulheres como presidentes. O conselho de direitos das mulheres também tem três vice-presidentes femininas. A representação feminina, embora ainda pequena, pode ser vista em quase todas as comissões, com representantes que se manifestam e se fazem ouvir.
| Ano       | Mulheres na Câmara dos Deputados (%) |
| 1945-1950 | 0                                    |
| 1950-1954 | 0,33                                 |
| 1954-1958 | 0,31                                 |
| 1958-1962 | 0,92                                 |
| 1962-1966 | 0,49                                 |
| 1966-1970 | 1,22                                 |
| 1970-1974 | 0,32                                 |
| 1974-1978 | 0,27                                 |
| 1978-1982 | 0,95                                 |
| 1982-1986 | 1,46                                 |
| 1986-1990 | 5,34                                 |
| 1990-1994 | 5,57                                 |
| 1994-1998 | 7.02                                 |
| 1998-2002 | 5,65                                 |
| 2002-2006 | 8,58                                 |
| 2006-2010 | 8,77                                 |
| 2010-2014 | 8,58                                 |
| 2014-2018 | 9,94                                 |
| 2018-2022 | 15.01                                |

### Estados e partidos
A Câmara dos Deputados tem atualmente 513 membros em exercício. Devido à proporcionalidade da representação na câmara, alguns estados têm mais cadeiras do que outros. Com isso, a comparação entre eles precisa ser feita por porcentagens. Para ilustrar, o Acre tem 8 cadeiras na Câmara dos Deputados e tem 4 deputadas no poder atualmente. Enquanto o Ceará, que tem 22 cadeiras, tem apenas uma deputada. O Distrito Federal também tem 8 cadeiras, e tem maioria feminina, com 5 representantes. Há muita variação, que depende dos candidatos que concorrem, do estado em que estão concorrendo e da popularidade de seus partidos. O Partido dos Trabalhadores (PT), que é o partido com mais cadeiras nesta legislatura, tem 10 cadeiras femininas das suas 54 cadeiras totais. O partido que detém a segunda maior participação é o Partido Social Liberal (PSL), com 52 cadeiras no total, e também tem 10 deputadas. O Partido Progressista (PP), que é o terceiro maior partido, detém 38 cadeiras com 5 representantes mulheres. Claramente, a parcela é pequena para todos eles e, além disso, demonstra como as cotas de gênero não funcionam quando as sanções utilizadas não são reforçadas. Com cada lista com pelo menos 30% de candidatas do sexo feminino, muito mais mulheres deveriam ser eleitas.